# 维特瑙
维特瑙是德国巴登-符腾堡州的一个市镇。总面积5.04平方公里，总人口1528人（2018年12月31日），人口密度300人/平方公里。